# Yozuca* Music-Go-Round
『yozuca* Music-Go-Round』（よずか ミュージック ゴー ラウンド）は、ランティスに関連したインターネットラジオの音楽情報番組。2008年8月8日から2009年2月27日までランティスウェブラジオにて配信されていた。

## 概要
『ランティス』や『MellowHead』などの関連レーベルに所属するアーティストを紹介する音楽情報番組としてスタートした。そのため、頻繁にランティスや関連レーベルに所属する歌手やユニットがゲストとして番組に登場した。
なお、番組放送終了後の2009年4月から、テレビ埼玉ほかにて、ランティスの音楽情報番組として『Run Run LAN!』がスタートしている。これについて、『yozuca* Music-Go-Round』最終回で、4月以降の音楽情報番組企画が進行しているという告知がされていたことから、実質、『yozuca* Music-Go-Round』から『Run Run LAN!』へ、ランティスの音楽情報番組としての役割が引き継がれた形となっている。

### パーソナリティ
- yozuca*

### 製作
- ランティス

### ネット配信
- 配信期間：2008年8月8日 - 2009年2月27日 (全30回)
- 配信日：毎週金曜日
- 配信サイト：ランティスウェブラジオ

### 番組テーマ曲
オープニングテーマ
- love☆mind(yozuca*)

エンディングテーマ
- one(yozuca*)

## ゲスト
| 放送回 | 配信日       | ゲスト              | ピックアップ                                                         |
| ------ | ------------ | ------------------- | -------------------------------------------------------------------- |
| #1     | 2008年8月8日 | 茅原実里            | 雨上がりの花よ咲け                                                   |
| #2     | 8月15日      | marble              | 流星レコード                                                         |
| #3     | 8月22日      | Little Non          | タツマキWAVE                                                         |
| #4     | 8月29日      | 妖精帝國            | Schwarzer Sarg Hades:The bloody rage                                 |
| #5     | 9月5日       | 清水愛              | NUOVA STORIA                                                         |
| #6     | 9月12日      | 美郷あき            | here I am                                                            |
| #7     | 9月19日      | 第二文芸部          | Rock'n'Roll Never Die                                                |
| #8     | 9月26日      | 松来未祐            | Memories〜Miyu Matsuki Best Songs〜                                  |
| #9     | 10月3日      | -                   | Side Girls Complete Disc ひだま〜ぶる                                |
| #10    | 10月10日     | 鈴村健一            | INTENTION                                                            |
| #11    | 10月17日     | 橋本みゆき          | 初恋パラシュート                                                     |
| #12    | 10月24日     | 新谷良子            | 月とオルゴール                                                       |
| #13    | 10月31日     | -                   | ハローダーウィン! 〜好奇心オンデマンド〜 涙 NAMIDA ナミダ GO AHEAD!! |
| #14    | 11月7日      | Rey                 | Rey                                                                  |
| #15    | 11月14日     | 水原薫              | 夢の足音が聞こえる                                                   |
| #16    | 11月21日     | 茅原実里            | Parade                                                               |
| #17    | 11月28日     | CooRie              | パルトネール                                                         |
| #18    | 12月5日      | 遠藤正明            | ENSON ENSON2                                                         |
| #19    | 12月12日     | milktub             | SMILE ENERGY                                                         |
| #20    | 12月19日     | -                   | -                                                                    |
| #21    | 12月26日     | -                   | 百合ームコロッケ                                                     |
| #22    | 2009年1月2日 | -                   | @Lantis NonStop Dance Remix Vol.3                                    |
| #23    | 1月9日       | ちゃーみー♥くいーん | ミラクル♡プランができちゃった!                                       |
| #24    | 1月16日      | のみこ              | -                                                                    |
| #25    | 1月23日      | ノゾミ(Little Non)  | 1,2,3 Day                                                            |
| #26    | 1月30日      | -                   | sympathizer 裸々イヴ新世紀                                           |
| #27    | 2月6日       | 新谷良子            | MARCHING MONSTER                                                     |
| #28    | 2月13日      | -                   | Life and proud アネモイ 宇宙は少女のともだちさっ                     |
| #29    | 2月20日      | -                   | MAMIKO NOTO CHARACTER SONG COLLECTION 風花                           |
| #30    | 2月27日      | -                   | -                                                                    |